# Alla Vasilenko
Alla Vasilenko (Russisch: Алла Василенко) (12 juni 1972) is een wielrenster uit Kazachstan.
Op de wereldkampioenschappen op de weg in 1995 werd Vasilenko 39e op het onderdeel tijdrijden.
Op de Olympische Zomerspelen van 1996 reed Vasilenko op de wegrace en in de puntenkoers op de baan. 